# Біскейн (національний парк)
Національний парк Біскейн — національний парк Сполучених Штатів, розташований на південь від Маямі, штат Флорида, в окрузі Маямі-Дейд. У парку зберігаються Біскенська затока та її морські бар'єрні рифи. Дев'яносто п'ять відсотків території парку займає вода, а берег затоки — місце розташування великого мангрового лісу. Парк займає 172,971 акра (70,0 га; 0,3 миля2; 0,7 км2) і включає Елліотт-Кі, найбільший острів парку та найпівнічніший із справжніх Флорида-Кіс, утворений із скам'янілого коралового рифу. Острови далі на північ у парку є перехідними островами коралів і піску. Офшорна частина парку включає найпівнічніший район Флоридського рифу, одного з найбільших коралових рифів у світі.
Національний парк Біскейн охороняє чотири різні екосистеми: прибережне мангрове болото, мілководдя Біскенської затоки, коралові вапнякові ключі та прибережний Флоридський риф. Прибережні болота материка та окраїн островів є розплідником личинок і молоді риб, молюсків і ракоподібних. У водах затоки живуть незрілі та дорослі риби, морські трави, губки, м'які корали та ламантини. Кіс вкриті тропічною рослинністю, включаючи кактуси та пальми, які перебувають під загрозою зникнення, а їхні пляжі є місцем гніздування морських черепах, які перебувають під загрозою зникнення. У морських рифах і водах мешкає понад 200 видів риб, пелагічних птахів, китів і твердих коралів. У парку можна спостерігати за шістнадцятьма видами, що перебувають під загрозою зникнення, включаючи метелика Шауза, дрібнозубку, ламантинів, зелених і яструбиних морських черепах. У Біскейні також є невелика популяція американських крокодилів, яким загрожує зникнення, і кілька американських алігаторів.
Люди культури Глейдс населяли регіон Біскенської затоки ще в 10 000 років тому, перш ніж підвищення рівня моря заповнило затоку. Народ теквеста займав острови та берегову лінію приблизно з 4000 осіб років до сьогодення до 16 століття, коли іспанці заволоділи Флоридою. Рифи забрали кораблі з іспанських часів до 20-го століття, у межах парку було задокументовано понад 40 затонулих кораблів. Хоча острови парку оброблялися протягом 19-го та початку 20-го століть, їхній кам'янистий ґрунт і періодичні урагани ускладнювали підтримку сільського господарства.
На початку 20-го століття острови стали відокремленим місцем для багатих жителів Маямі, які будували будинки для відпочинку та соціальні клуби. Пансіонат Марка К. Ганівелла на Бока-Чіта-Кі, де був імітований маяк, був найвитонченішим приватним місцем відпочинку в цьому районі. Клуб Cocolobo Cay у різний час належав забудовнику з Маямі Карлу Г. Фішеру, яхтсмену Гарфілду Вуду та другу президента Річарда Ніксона Бебе Ребозо, і його відвідали чотири президенти Сполучених Штатів. Спільнота амфібій у Стілтсвіллі, заснована в 1930-х роках на мілинах північної частини Біскенської затоки, скористалася своєю віддаленістю від суші, щоб пропонувати офшорні азартні ігри та алкоголь під час сухого закону. Після Кубинської революції 1959 року Центральне розвідувальне управління та групи кубинських емігрантів використовували Елліот-Кі як тренувальний полігон для проникнення на Кубу Фіделя Кастро.
Спочатку запропонований для включення до національного парку Еверглейдс, Біскейн-Бей був вилучений із запропонованого парку, щоб забезпечити створення Еверглейдс. Ця територія залишалася незабудованою до 1960-х років, коли було зроблено серію пропозицій щодо розробки кі на зразок Маямі-Біч і будівництва глибоководного морського порту для навалочних вантажів, а також нафтопереробних і нафтохімічних заводів на материковому березі Біскенської затоки. Протягом 1960-1970-х років на березі затоки було побудовано дві електростанції, що працюють на викопному паливі, і дві атомні електростанції. Негативна реакція проти розвитку призвела до визначення Біскейн Національною пам'яткою у 1968 році. Заповідну територію було розширено в 1980 році, коли вона була перейменована в Національний парк Біскейн. Парк активно використовується човнярами, і, окрім центру відвідувачів парку на материку та причалу біля пристані Блек-Пойнт, до його сухопутних і морських зон можна дістатися лише на човні.

## Географія

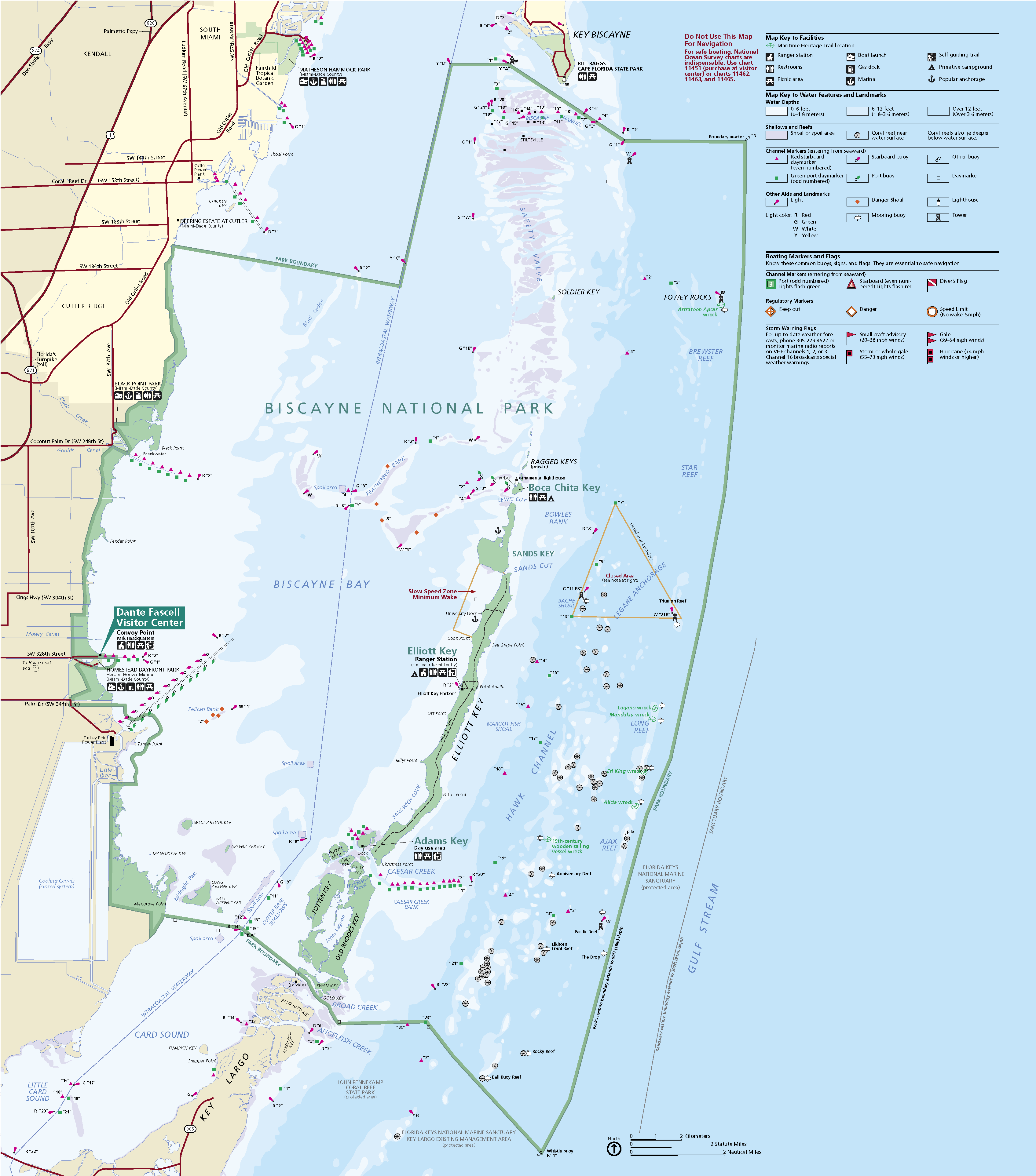
Карта національного парку Біскейн

Національний парк Біскейн займає 172 971 акр (270,3 миля2; 700,0 км2) в окрузі Маямі-Дейд на південному сході Флориди. Простираючись від півдня Кі-Біскейна на південь до півночі Кі-Ларго, парк включає Солдіер-Кі, Рагед-Кі, Сендс-Кі, Елліотт-Кі, Тоттен-Кі та Олд-Роудс-Кі, а також менші острови, які утворюють найпівнічнішу частину острова Флорида-Кіс. Сейфеті Велв, широкий неглибокий отвір у ланцюзі островів, між Рагед-Кі і Кі-Біскейн на північ від межі парку, дозволяє воді штормового нагону витікати із затоки після проходження тропічних штормів. Східною межею парку є лінія десяти сажнів (60-футів; 18 м) глибини води в Атлантичному океані на Флоридському рифі. Західною межею парку є окраїна території на материку, яка простягається на кілька сотень метрів углиб країни між Катлер-Ридж і Мангров-Пойнт. Єдиний прямий вихід на материк до парку розташований у центрі відвідувачів Convoy Point, який примикає до штаб-квартири парку. Південно-західна межа примикає до атомної електростанції Turkey Point та її системи каналів охолодження.
Південна частина затоки Біскейн простягається між Елліот-Кі та материком, через яку проходить Внутрішньобереговий водний шлях. Парк прилягає до Національного морського заповідника Флорида-Кіс зі східної та південної сторони парку та Державного парку коралових рифів Джона Пеннекампа на півдні. Лише 9 075 акрів (3 673 га) площі парку розташовані на суші, а офшорні ключі займають 4 250 акрів (1 720 га), а материкові мангрові болота займають решта 4 825 акрів (1 953 га). Як розширення екосистеми Еверглейдс, більшу частину парку спочатку було запропоновано включити до національного парку Еверглейдс, але його виключили, щоб отримати консенсус щодо створення парку Еверглейдс у 1947 році.

### Геологія

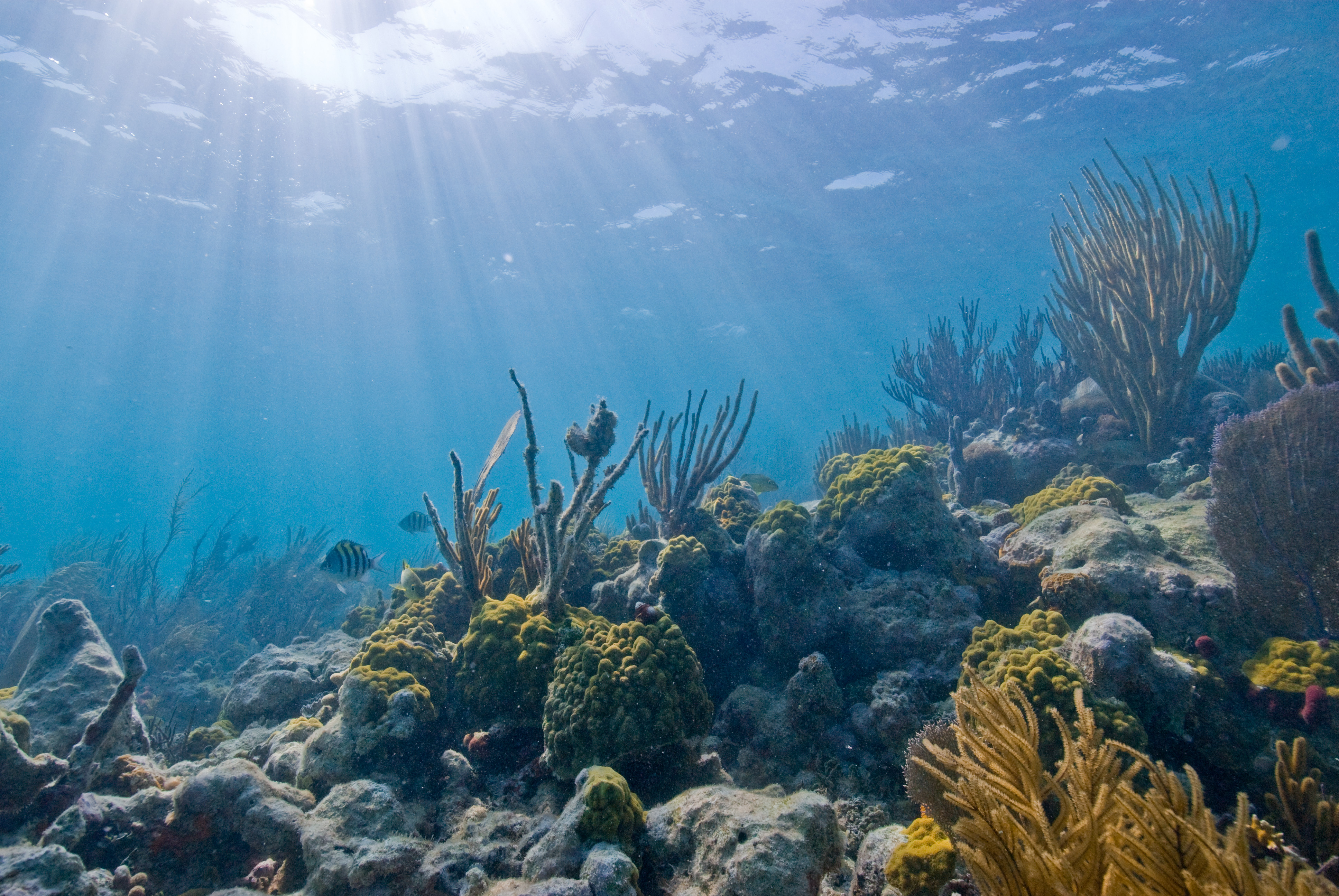
Підводний вид на кораловий риф у Національному парку Біскейн

Затока Біскейн позначає найпівденнішу частину атлантичних бар'єрних островів, представлену Кі-Біскейн і найпівнічнішу протяжність Флорида-Кіс в Елліот-Кі. Кі відрізняються від бар'єрних островів кораловим вапняком, який простягається на поверхню островів під тонким шаром верхнього шару ґрунту, тоді як на бар'єрних островах переважають хвилеподібні піски, які покривають більшу частину вапняків. Затока Біскейн лежить між низькими хребтами оолітового вапняку Маямі на заході, утворюючи хребет Катлер і кораловий вапняк Кі-Ларго, який підстилає Елліот-Кі та ключі на півдні. Вапняк Маямі був відкладений у бурхливих водах лагуни.
Вапняк Кі-Ларго — це скам'янілий кораловий риф, який утворився під час сангамонського етапу приблизно від 75 000 до 125 000 років тому. Формація Маямі досягла свого теперішнього вигляду дещо пізніше, під час льодовикового періоду, коли прісна вода консолідувала та цементувала відкладення лагуни. Вапняк Кі-Ларго — це грубий камінь, утворений із кам'янистих коралів між 69 та 200 фут (21 та 61 м) за товщиною. Оскільки пляжі Елліотт-Кі та Олд-Роудс-Кі є скелястими, вони походять із рифів. Значні піщані пляжі є лише в Сендс-Кі.

### Гідрологія
Затока Біскейн — це неглибока напівзакрита лагуна, яка в середньому становить 10 фут (3,0 м) завглибшки. І його материкові межі, і ключі вкриті мангровими лісами. Парк включає південну частину Біскенської затоки з ділянками тонкого осаду, які називаються «твердим дном», і рослинними луками морської трави, на яких зростають черепахи та мілководна трава.
В результаті спроб контролювати водні ресурси у Флориді та проєктів осушення Еверглейдс на початку та в середині 20 століття, потік води в Біскейн-Бей був змінений будівництвом каналів. Ці канали направляють воду з частин південно-східних Еверглейдс, які зараз використовуються для сільського господарства, у затоку. До побудови каналу більшість надходжень прісної води надходила з дощових і ґрунтових вод, але зараз канали змінюють профіль солоності затоки, переносячи осад і забруднювачі, що призводить до проникнення солоної води у водоносний горизонт Біскайна. Комплексний план відновлення Еверглейдс головним чином спрямований на відновлення історичних моделей водного потоку в національний парк Еверглейдс, проєт також матиме справу з проблемами, що виникають через відведення води з південної частини Еверглейдс у Біскейн-Бей. Проєкт прибережних водно-болотних угідь Біскенської затоки (BBCW) — це компонент CERP, спеціально призначений для перерозподілу водного потоку таким чином, щоб прісна вода поступово вводилася через струмки та болота, а не короткі, сильні викиди через дренажні канали.

## Історія людства

### Рідні люди
{{Stack|[[File:Shell-Midden.jpg|thumb|alt=Conch and whelk shells among trees|Купи раковин і молюшок, залишені індіанцями}}
Корінні американці були присутні в нижній частині Флориди 10 000 років тому, коли рівень океану був низьким і Біскенська затока була відносно порожньою. Рівень води піднявся приблизно з 4000 років тому і затопила затоку. Археологи вважають, що будь-які сліди, залишені людьми тієї епохи, зараз затоплені; на засушливих землях у парку зараз немає. Місцезнаходження скам'янілостей Катлера, розташоване на захід від парку, виявило докази існування людини щонайменше до 10 000 років до теперішнього часу.
Найдавніші докази присутності людини в Біскейні датуються приблизно 2500 роком років до сьогодення, з купами мушель раковин і раковин, залишених культурою Глейдс. За культурою Глейдс послідував народ теквеста, який заселяв узбережжя Біскенської затоки. Теквеста була осілою спільнотою, яка жила рибою та іншою морською фауною, без значної сільськогосподарської діяльності. На території Сендс-Кі знайшли черепки, оброблені раковини та інші артефакти, які вказують на проживання не пізніше 1000 року н. е. приблизно до 1650 р. після контакту з європейцями. На території парку виявлено 50 значних археологічних пам'яток.

### Розвідка
Хуан Понсе де Леон досліджував цю територію в 1513 році, відкривши Флорида-Кіс і зустрівши текесту на материку. Інші іспанські дослідники прибули пізніше в 16 столітті, і Флорида потрапила під владу Іспанії. Текеста були переселені тодішнім іспанським урядом у Флорида-Кіс, і материкова частина Південної Флориди була знелюднена. Понсе де Леон називав затоку «Чекеша» на честь її мешканців, ставши «Текестою» за часів іспанського губернатора Педро Менендеса де Авілеса пізніше у столітті. Сучасну назву приписують баскському моряку, який зазнав корабельної аварії, відомому як «Біскайно» або «Віскайно», який деякий час жив у цьому районі, або більш загальному натяку на Біскайську затоку.
Іспанські флоти зі скарбами регулярно проходили повз Флорида-Кіс і часто потрапляли в урагани. У парку є 44 задокументовані корабельні аварії з 16 по 20 століття. Щонайменше два іспанські кораблі 18-го століття зазнали краху в зоні парку.[19] Вважається, що іспанський галеон Nuestra Senora del Popolo зазнав аварії у водах парку в 1733 році, хоча це місце не знайдено. HMS Fowey зазнав аварії в 1748 році в місці, яке зараз є Легар Анкоридж, на деякій відстані від Fowey Rocks. Виявлення корабля в 1975 році призвело до знакової судової справи, яка встановила, що затонулий корабель є місцем археологічних розкопок, а не місцем порятунку. 43 затонулих кораблі включено до Національного реєстру історичних місць в археологічному районі офшорних рифів, який поширюється на 30 миля (48 км) вздовж узбережжя ключів національного парку Біскейн. У 18 столітті Елліотт-Кі був базою двох різних піратів, обох називали Чорним Цезарем, на згадку про Цезарс-Крік між Елліоттом і Старим Родос-Кі.

### Селищне та передпаркове використання

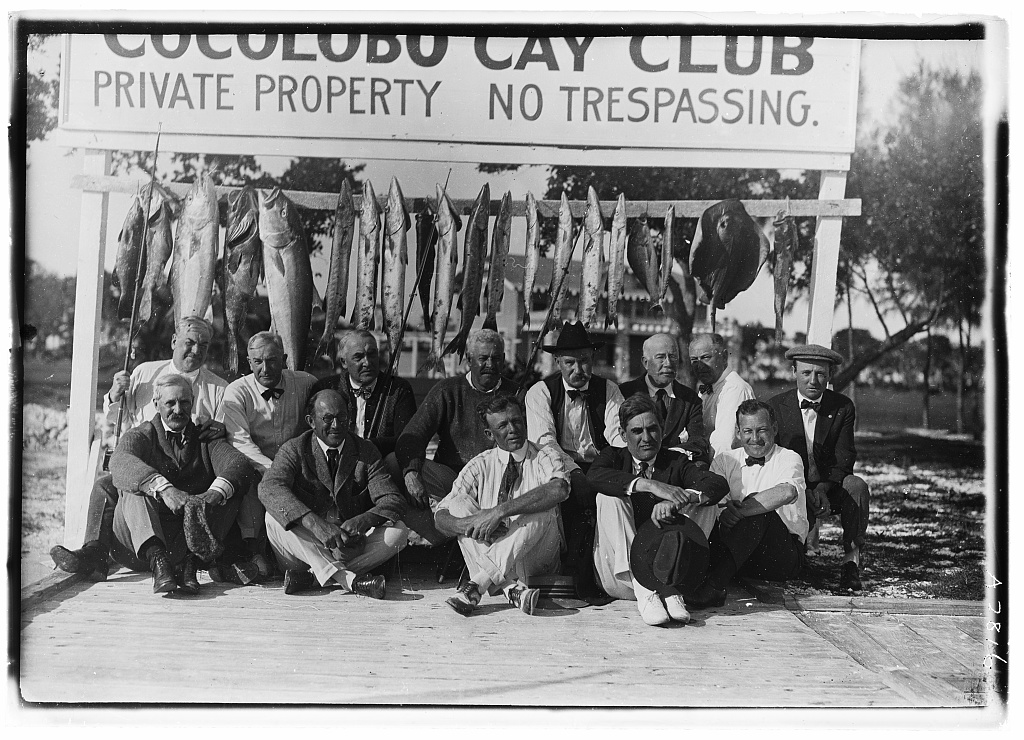
Президент США Воррен Гардінг і вечірка з риболовлею в Cocolobo Cay Clu.

Перші постійні європейські поселенці в районі Маямі не прибули до початку 19 століття. Першими поселеннями навколо затоки Біскейн були невеликі ферми на Елліотт-Кі, які вирощували такі культури, як лайм і ананаси. Джон Джеймс Одюбон відвідав Елліотт-Кі в 1832 році. У 1849 році полковник Роберт Е. Лі досліджував територію навколо затоки Біскейн на предмет потенційних місць укріплень. Наприкінці громадянської війни в США в 1865 році кілька конфедератів пройшли через цю територію, намагаючись втекти на Кубу. Елліотт Кі був короткою зупинкою для Джона С. Брекінріджа під час його польоту на Кубу. Колишній віцепрезидент Сполучених Штатів, генерал Конфедерації та військовий міністр Конфедерації провів дві ночі в Біскейн-Бей під час своєї подорожі. Небагато людей жили в парковій зоні до 1897 року, коли Ізраель Лафайєтт Джонс, афроамериканський менеджер нерухомості, купив Porgy Key за 300 доларів США (еквівалентно $11,000 у 2023 році). Наступного року Джонс купив прилеглий Олд-Роудс-Кі і перевіз туди свою родину, розчистивши землю для вирощування лаймів і ананасів.
У 1911 році Джонс купив 212-акрів (86 га) Тоттен-Кі, який використовувався як плантація ананасів, за долар за акр, проданий у 1925 році за 250 000 доларів США. До смерті Ізраеля Джонса в 1932 році плантації Джонса деякий час були одними з найбільших виробників вапна на східному узбережжі Флориди.
Карл Г. Фішер, який відповідав за більшу частину розвитку Маямі-Біч, купив Адамс-Кі, колись відомий як Коколобо-Кі, у 1916 році та побудував клуб Коколобо-Кей у 1922 році. Двоповерхова будівля клубу мала десять кімнат для гостей, їдальню та окремий будиночок відпочинку. Меценатами були Воррен Г. Гардінг, Альберт Фолл, Т. Коулман дю Понт, Гарві Фаєрстоун, Джек Демпсі, Чарлз Кеттерінг, Вілл Роджерс і Френк Зайберлінг. Сини Ізраїля Джонса, Ланселот і Артур, покинули бізнес з вирощування лайму після того, як конкуренція з боку мексиканських лаймів зробила їхній бізнес менш прибутковим, і після серії руйнівних ураганів у 1938 році вони стали гідами з риболовлі на повний робочий день у клубі Cocolobo. Клуб занепав через крах 1929 року, який коштував Фішеру його стану, але був відроджений Гарфілдом Вудом у 1934 році. Серед клієнтів Джонсів був затятий рибалка Герберт Гувер і його сім'я. Джонси також забезпечили клуб рибою, омарами та крабами. Артур і Ланселот Джонс були другими за величиною землевласниками та єдиними постійними мешканцями нижньої частини Біскенської затоки протягом 1960-х років. Вуд продав Cocolobo Cay Club групі інвесторів на чолі з банкіром Маямі Бебе Ребозо в 1954 році, який перейменував його в Coco Lobo Fishing Club. Серед клієнтів, якими керували Джонси в 1940-х і 1950-х роках, були тодішні сенатори Джон Ф. Кеннеді, Ліндон Джонсон, Річард Ніксон, Герман Толмадж і Джордж Сматерс.
Під час холодної війни майбутня паркова зона була полігоном для кубинських вигнанців, які тренувалися для місій на Кубі Фіделя Кастро. Зокрема, на початку 1960-х років Центральне розвідувальне управління використовувало Елліот-Кі як тренувальний майданчик для підготовки до вторгнення в Затоку Свиней. Найбільшим об'єктом був Ledbury Lodge, єдиний готель, коли-небудь побудований під ключ. Ще в 1988 році групу кубинських вигнанців заарештували, коли вони намагалися використати ключ для імітаційної посадки. Далі на північ президент Венесуели у вигнанні Маркос Перес Хіменес утримував будинок на Солдієр-Кі, поки його не екстрадували в 1963 році.

### Пропонована розробка

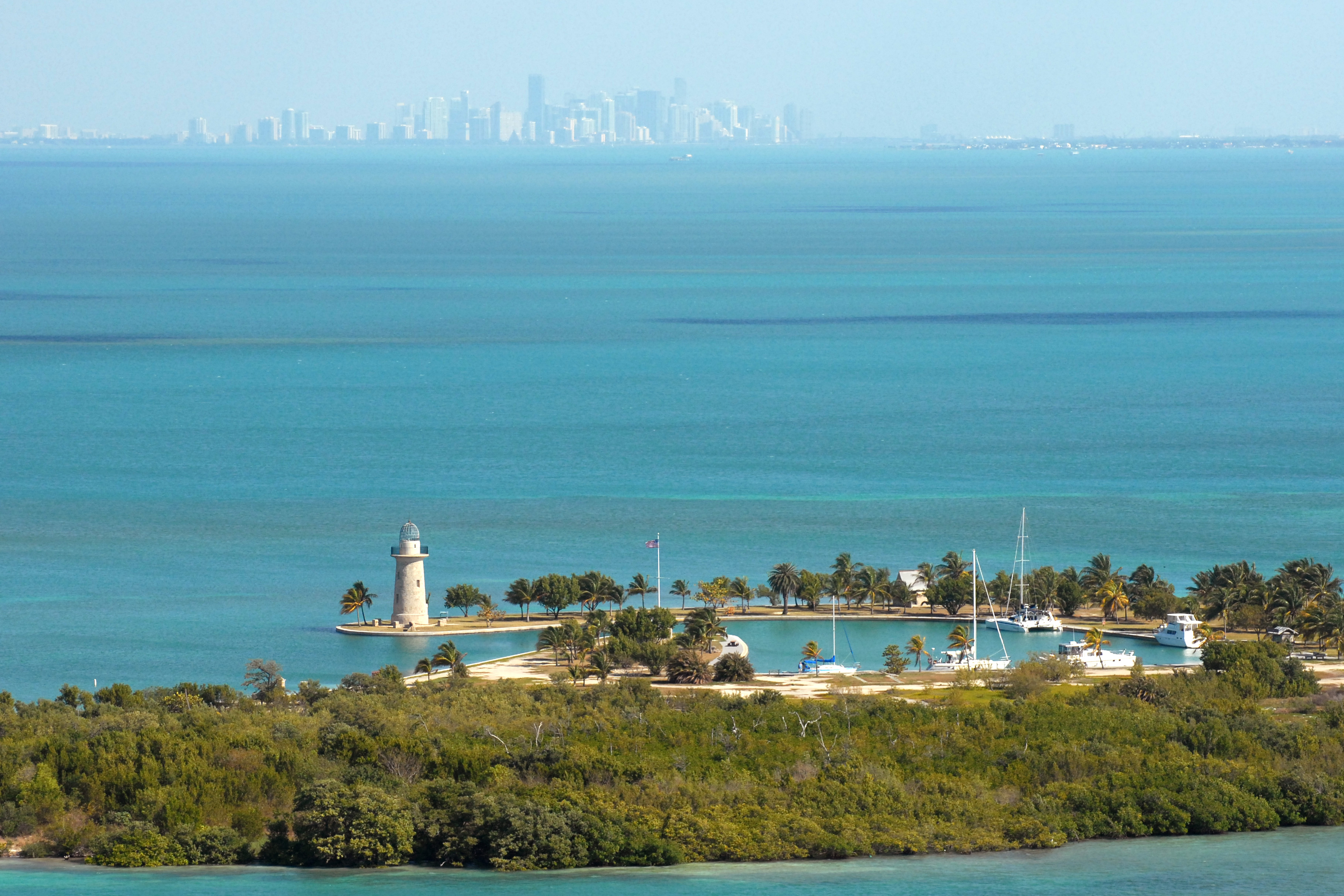
Маяк Бока-Чіта-Кі та горизонт Маямі

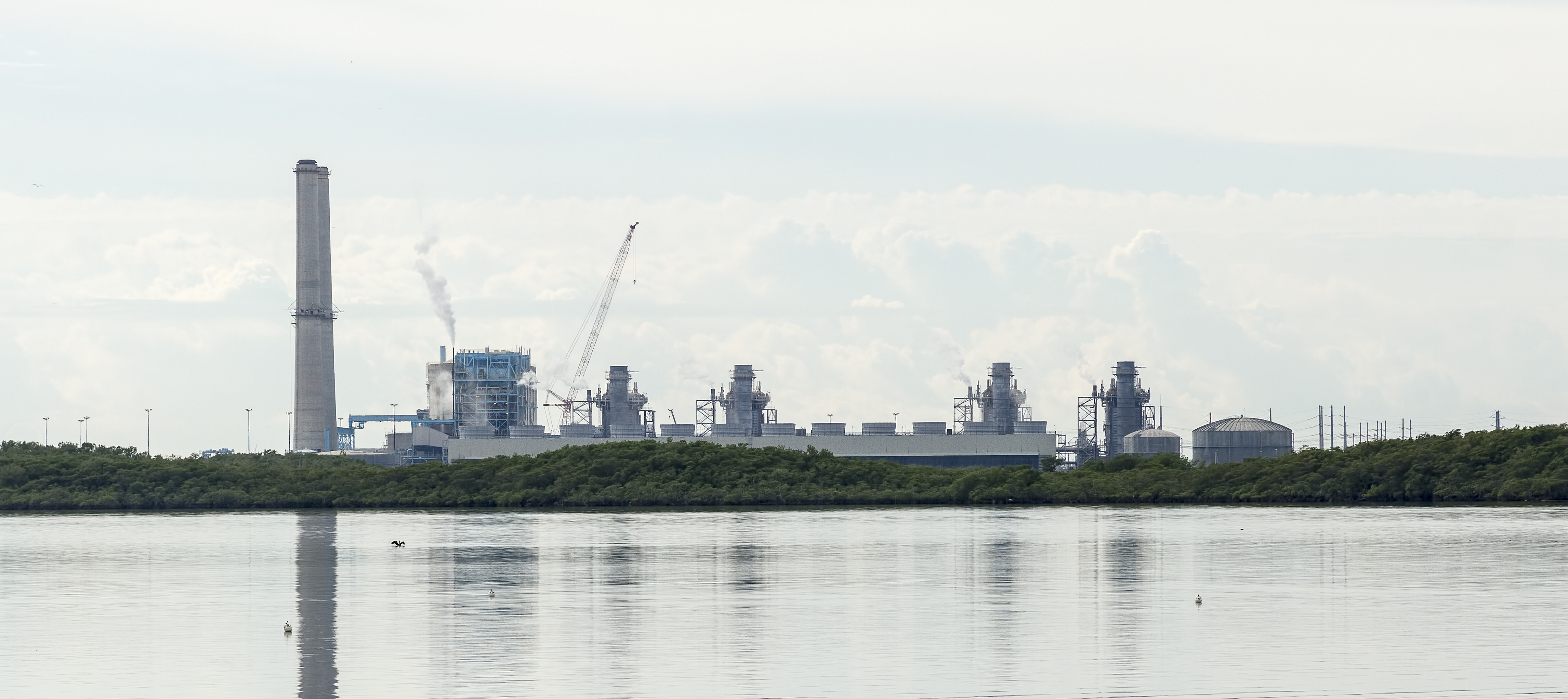
Електростанція Turkey Point

Оскільки сучасні громади зростали в Маямі та його околицях, розробники звернулися до південного округу Маямі-Дейд для нових проєктів. Незабудовані кі на південь від Кі-Біскейна розглядалися як територія першочергового розвитку.
Починаючи з 1890-х років, місцеві інтереси сприяли будівництву дамби до материка. Одна з пропозицій передбачала будівництво шосе, що з'єднує кі Біскенської затоки з заморським шосе в Кі-Ларго та розвинених бар'єрних островів на півночі. У той же час посилився тиск, щоб сприяти промисловому розвитку Південної Флориди. Це призвело до конкуренції пріоритетів між тими, хто хотів розвиватися для житлового використання та відпочинку, і тими, хто виступає за розвиток промисловості та інфраструктури. 6 грудня 1960 року 12 із 18 місцевих землевласників, які виступали за розвиток, проголосували за створення міста Айлендія на Елліотт-Кі. Місто було зареєстровано, щоб заохотити округ Дейд покращити доступ до Елліот-Кі, який землевласники розглядали як потенційного конкурента Маямі-Біч. Нове місто лобіювало доступ до дамби та сформувало блок переговорів, щоб залучити потенційних забудовників.
У 1962 році було запропоновано будівництво промислового морського порту на материковому узбережжі Біскенської затоки, відомого як Сі-Дейд. Воно, яке підтримує судноплавний магнат-мільярдер Даніель К. Людвіг, включав би нафтопереробний завод. На додаток до фізичних споруд, було б необхідно прокопати канал глибиною 40 футів (12 м) через затоку, щоб великі кораблі могли дістатися до нафтопереробного заводу. Для того, щоб дістатися до глибокої води, канал також повинен був прорізати кораловий риф. У 1963 році компанія Florida Power and Light (FP&L) оголосила про плани будівництва двох нових 400-мегаватних електростанцій, що працюють на паливі, на незабудованій території в Turke Point.
Багато місцевих жителів і політиків підтримали SeaDade, тому що це створило б додаткові робочі місця, але група перших екологів вважала витрати занадто високими. Вони боролися проти освоєння затоки і створили Асоціацію безпечного прогресу. На чолі з Ллойдом Міллером, президентом місцевого відділення Ліги Ізаака Волтона, репортером Miami Herald Хуанітою Грін та Артом Маршаллом противники індустріалізації запропонували створити національний парк, який би захищав рифи, острови та затоку. Після початкового скепсису пропозиція парку отримала підтримку редакторів Miami Herald, а також конгресмена Флориди Данте Фасселла та губернатора Флориди Клода Р. Кірка-молодшого, а також була підтримана лобістськими зусиллями співчутливих бізнесменів, зокрема Герберта Гувера-молодшого.
Одна з ідей Айлендії, підтримана землевласниками, мала б з'єднати північну Флориду-Кіс від Кі-Біскейна до Кі-Ларго з мостами та створив нові острови, використовуючи заливку з каналу SeaDade. Незважаючи на те, що політики в Маямі та штаті Флорида не підтримали план Людвіга SeaDade, прихильники Islandia продовжували лобіювати підтримку розвитку. У 1968 році, коли з'ясувалося, що територія збирається стати національним пам'ятником, прихильники Айлендії бульдозером розбили шосе шістьма смугами завширшки в центрі острова, знищивши ліс на 7 миль (11 км). Землевласники Ісландії назвали його бульваром Елліотт-Кі, але приватно назвали його «шосе на зло». Було сподівання, що, оскільки завдано стільки шкоди довкіллю, ніхто не захоче це зробити національним пам'ятником. Згодом у майже тропічному кліматі ліс знову виріс, і тепер єдина значуща пішохідна стежка на Елліотт-Кі пролягає по бульвару Елліотт-Кі.
Електростанції Turkey Point, що працюють на нафтопродуктах, були завершені в 1967-68 роках, і вони відразу ж зіткнулися з проблемами через скидання гарячої охолоджувальної води в затоку Біскейн, де спека вбивала морські трави.[43] У 1964 році FP&L оголосила про плани будівництва двох ядерних реакторів потужністю 693 МВт на цьому майданчику [44], які, як очікується, посилять проблему охолоджувальної води. Через мілководність затоки Біскейн, за прогнозами, електростанції споживатимуть значну частину води затоки щодня для охолодження. Після тривалих переговорів і судових розглядів як з державою, так і з Людвігом, який володів землями, необхідними для каналів для охолодження води, на південь від електростанцій була побудована замкнута система каналів, і атомні блоки почали працювати на початку 1970-х років.
Частини сучасного парку використовувалися для відпочинку до заснування парку. Гомстед-Бейфронт-Парк, яким досі керує округ Маямі-Дейд на південь від Конвой-Пойнт, створив відокремлений пляж для афроамериканців «тільки для темношкірих» на нинішньому місці Центру відвідувачів Данте Фассел. Окремий пляж працював протягом 1950-х років і на початку 1960-х років, поки окремі громадські об'єкти не були скасовані.

### Заснування та історія парку

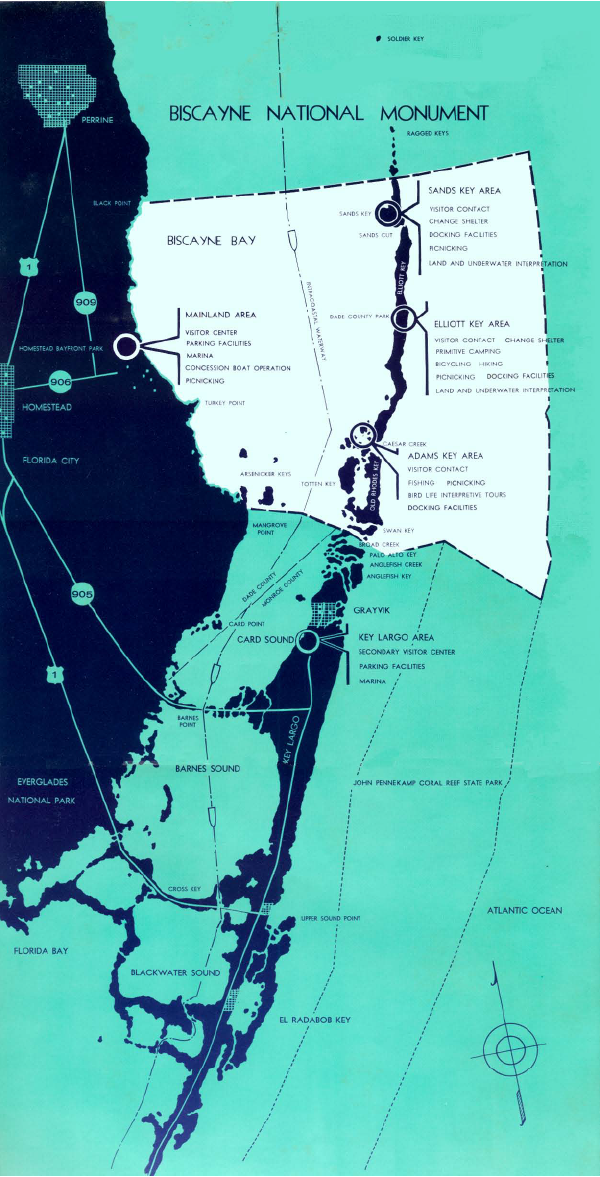
Національна пам'ятка Біскейн, запропонована в 1966 році

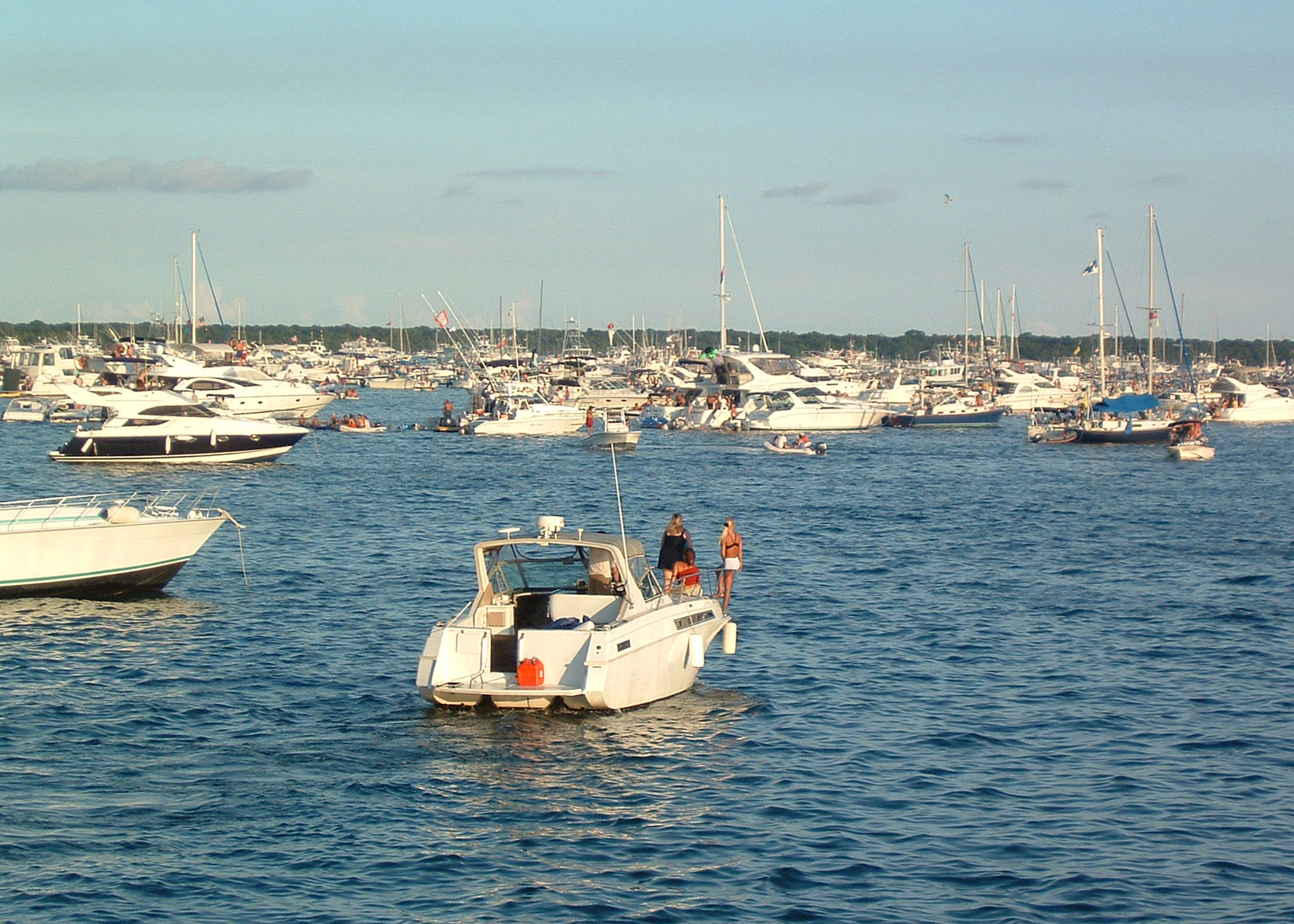
Натовп на човні до Дня Колумба

Найперші пропозиції щодо захисту затоки Біскейн були частиною пропозицій захисника Національного парку Еверглейдс Ернеста Ф. Коу, який пропонував межі парку Еверглейдс включати затоку Біскейн, її ключі, внутрішню частину країни, включаючи те, що зараз є Гомстедом і Флорида-Сіті, і Кі-Ларго. Затока Біскейн, Кі-Ларго та прилеглі внутрішні розширення були відрізані від національного парку Еверглейдс до його створення в 1947 році. Коли в 1960 році з'явилися пропозиції щодо розвитку Елліот-Кі, Ллойд Міллер попросив міністра внутрішніх справ Стюарта Юдалла надіслати розвідувальну групу Служби парків для огляду території Біскенської затоки для включення до системи національного парку. Був сприятливий звіт, і завдяки фінансовій допомозі Герберта Гувера-молодшого було запропоновано політичну підтримку, особливо конгресмена Фаселла. 90-акрів (36 га) район Елліотт-Кі на той час був частиною паркової системи округу Дейд. У звіті 1966 року зазначено, що запропонований парк містить найкращі збережені території тропічного лісу Флориди та рідкісне поєднання «наземного, морського та земноводного життя», а також значну рекреаційну цінність. У звіті зазначено, що найважливішими достоїнствами потенційного парку є «чисті, блискучі води, морське життя та затоплені землі Біскенської затоки та Атлантичного океану». Тут, на мілководді, справжня країна чудес".
Президент Ліндон Б. Джонсон підписав публічний закон 90–606 про створення національного пам'ятника Біскейн 18 жовтня 1968 року. Пам'ятник було розширено в 1974 році відповідно до публічного закону 93-477 і знову розширено, коли пам'ятник було перейменовано в національний парк актом Конгресу через публічний закон 96-287, який набув чинності 28 червня 1980 року. Розширення 1980 року розширило територію парку майже до Кі-Біскейн і включало Бока-Чіта-Кі, Раггед-Кіс і мілководний регіон Safety Valve, а також відповідні офшорні рифи та значну частину центральної затоки Біскейн.
Першим власником нерухомості в Айландії, який продав землю Службі національних парків, був Ланселот Джонс разом із Кетрін Джонс, вдовою Артура. Вони продали свої землі за 1 272 500 доларів, приблизно третину від потенційної вартості забудови. Джонсу був наданий довічний маєток на 3 акри (1,2 га) у віці 70 років. Він відвідав парк із рейнджерами, розташованими в колишньому клубі Cocolobo, який зрештою згорів у 1975 році. Інший довічний маєток у парку належав Вірджинії Таннегілл, вдові виконавчого директора компанії Eastern Air Lines Пола Таннегілла. Будинок Джонса, побудований Ланселотом, його батьком і братом, згорів у 1982 році. Наступні десять років він жив у двокімнатній халупі, перебираючи урагани на Поргі-Кі, але назавжди покинув свій дім перед ураганом Ендрю в 1992 році. Будинок був зруйнований, і Джонс залишався в Маямі до своєї смерті в 1997 році у віці 99 років.
Позбавлена обґрунтування існування через встановлення національного пам'ятника, Ісландія занепала. Наймання начальника поліції в 1989 році викликало запитання Служби національних парків до офісу державного прокурора округу Дейд, очолюваного Джанет Рено. У 1990 році офіс Рено після розслідування визначив, що всі вибори в місті були недійсними, оскільки вибори були обмежені лише землевласниками, а не жителями. Місто було остаточно скасовано Радою комісарів округу Маямі-Дейд у березні 2012 року.
Вплив урагану «Ендрю» на сусідню базу ВПС Гомстед змусив ВПС розглянути можливість закриття бази та передачі її округу Маямі-Дейд, який був зацікавлений у використанні бази для комерційного авіасполучення як альтернативи Міжнародному аеропорту Маямі. Дослідження впливу на навколишнє середовище прийшло до висновку, що траєкторії польоту над затокою, лише 2 милі (3,2 км) на схід, призведуть до деградації парку. У 1999 році ВВС заборонили велике комерційне будівництво в Гомстед.
Популярність парку як місця для човнярів призвела до високого рівня нещасних випадків, деякі з них зі смертельними наслідками. Вихідні, присвячені Дню Колумба, були названі «найнебезпечнішими вихідними в році». У 2012 році щорічна регата на човнах, що відбулася в 57-й рік, призвела до загибелі шести людей у період з 2002 по 2011 роки, а також пошкодження морського дна через посадку суден на мілину та сміття.. Хоча офіційні заходи регати відбуваються за межами парку, район Елліот-Кі став популярним місцем для деяких учасників.
П'ятий генеруючий блок, що працює на природному газі та нафті, був доданий до генеруючої станції Turkey Point у 2007 році. У 2009 році Turkey Point було запропоновано як місце для двох нових 1117 ядерних реакторів MW AP1000, які будуть позначені Turkey Point 6 і 7. У разі будівництва нові реактори зроблять Туркі-Пойнт одним із найбільших генеруючих майданчиків у Сполучених Штатах. Інші сусідні впливи на затоку — це сільськогосподарські угіддя південного округу Маямі-Дейд, очисні споруди на межі парку в Блек-Пойнті та його сусід, сміттєзвалище Південний Маямі-Дейд.

## Діяльність

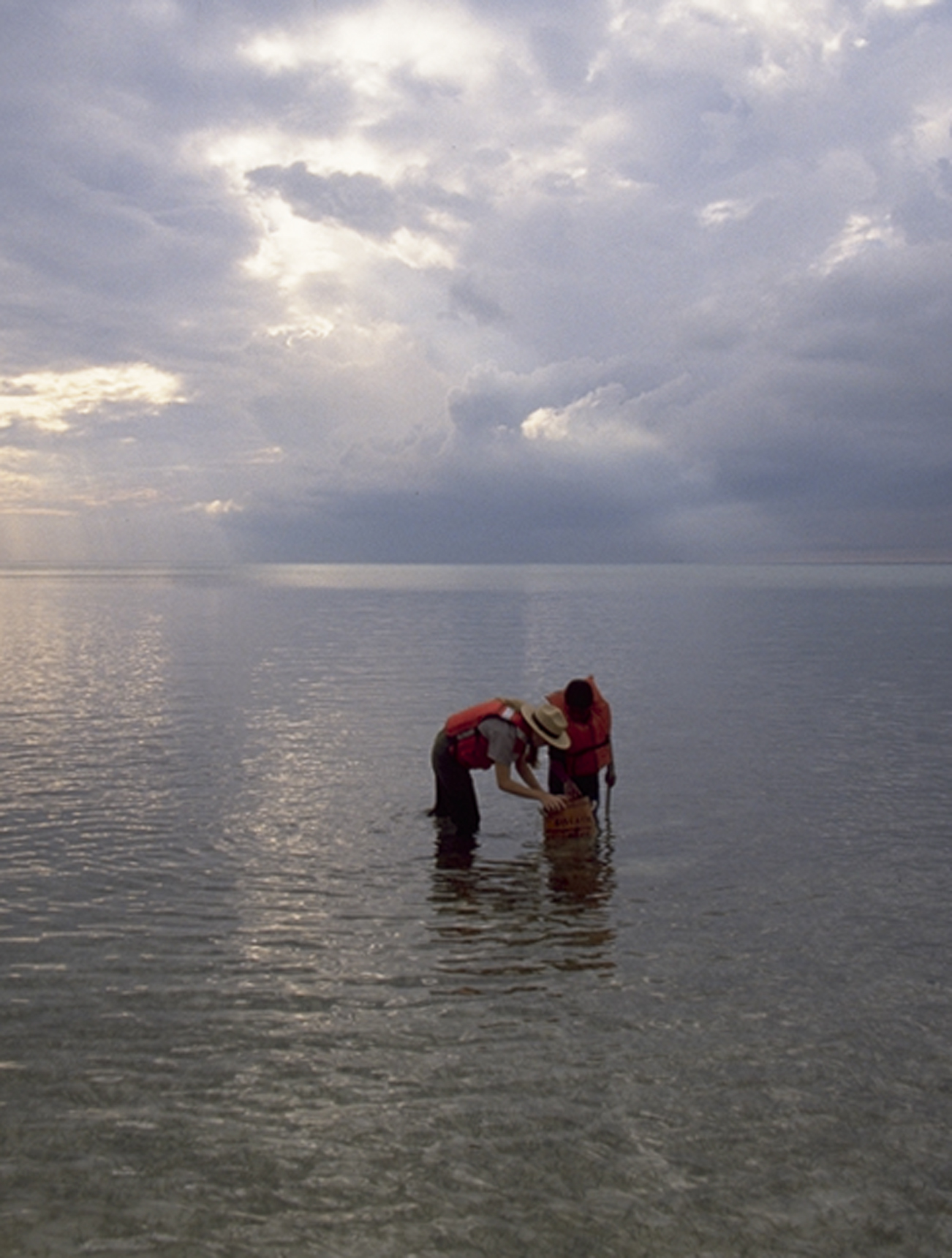
Доглядач парку показує відвідувачу підводне життя за допомогою відра зі скляним дном

Національний парк Біскейн працює круглорічно. Кемпінг найбільш практичний у зимові місяці, коли комарі менше докучають ключам. Інститут національного парку Біскейн пропонує екскурсії парком на півдня та на цілий день, які включають підводне плавання, піші прогулянки, веслування та вітрильний спорт від штаб-квартири парку. Також доступні човнові екскурсії до Бока-Чіта-Кі та місцевих маяків. Ліцензовані приватні концесіонери пропонують риболовлю, підводне плавання, вітрильний спорт і екскурсії з гідом.

### Відпочинок
Доступ до парку з материка обмежений безпосередньою околицею центру відвідувачів Данте Фасселл на Конвой-Пойнт. До всіх інших частин парку можна дістатися лише на приватних або концесійних човнах. Розваги включають катання на човні, риболовлю, каякінг, віндсерфінг, снорклінг і дайвінг. Округ Маямі-Дейд управляє чотирма пристанями поблизу парку. Homestead Bayfront Park безпосередньо примикає до штаб-квартири парку в Конвой-Пойнт. Далі на південь від парку Блек-Пойнт можна дістатися до Адамса та Елліот-Кіс. Парк Метісон Гамок розташований біля північного краю парку, а парк Крендон розташований на Кі-Біскейн.
Незважаючи на те, що це федеральний парк, риболовля в Біскейні регулюється штатом Флорида. Рибалки в Біскейні повинні мати ліцензію на рекреаційну морську риболовлю у Флориді. Риболовля обмежена спортивною рибою, омаром, кам'яним крабом, синім крабом і креветками. Не можна ловити тропічну рифову рибу, а також акул, раковин, морських їжаків та інших морських мешканців. Рифові види життя, такі як корали та губки, також захищені від збирання відвідувачами. Крім того, вилов омарів заборонено в заповіднику омарів Біскейн-Бей-Кард, яким керує штат Флорида для захисту зон розведення омарів, який перекриває більшу частину затоки Біскейн.
Приватний концесіонер забезпечує екскурсії від штаб-квартири парку до затоки та до кі. Більшість турів здійснюється в розпал зимового сезону з січня по квітень. Особисті водні судна заборонені в Біскейн та більшості інших національних парків, але інші приватні моторні човни та вітрильники дозволені.

### Острівні споруди
Більшість постійних об'єктів Біскейна перебувають на офшорних кі. На Елліотт-Кі є сезонна станція рейнджерів, а також кемпінг і 36 пристаней для човнів. Від гавані до узбережжя океану пролягає єдина стежка, а вздовж острова пролягає стежка, що слідує за шосе Спайт. Район Адамс-Кі призначений лише для денного використання відвідувачами, хоча на острові є дві резиденції Паркової служби. Бока-Чіта-Кі є найбільш відвідуваним островом із кемпінгом і місцями для пікніка. Маяк Бока-Чіта час від часу відкривається для відвідувачів, якщо є дозвіл персоналу.

### Снорклінг і дайвінг
Снорклінг і дайвінг на морських рифах є популярними видами діяльності. Рифи були причиною багатьох корабельних аварій. Добірка затонулих кораблів була предметом підводних турів під керівництвом рейнджерів і була організована як Стежка морської спадщини, єдина підводна археологічна стежка в системі Служби національних парків. Затонулий корабель Arratoon Apcar (затонув у 1878 році), Erl King (1891), Alicia (1905), Lugano (1913) і Mandalay (1966) розташовані на стежці разом із невідомим затонулим кораблем 1800-х років і маяком Fowey Rocks. Alicia, Erl King і Lugano є відносно глибокими затонулими кораблями, найкраще підходять для підводного плавання. Мандалай розташований на меншій глибині і особливо популярний для підводного плавання.

## Історичні споруди

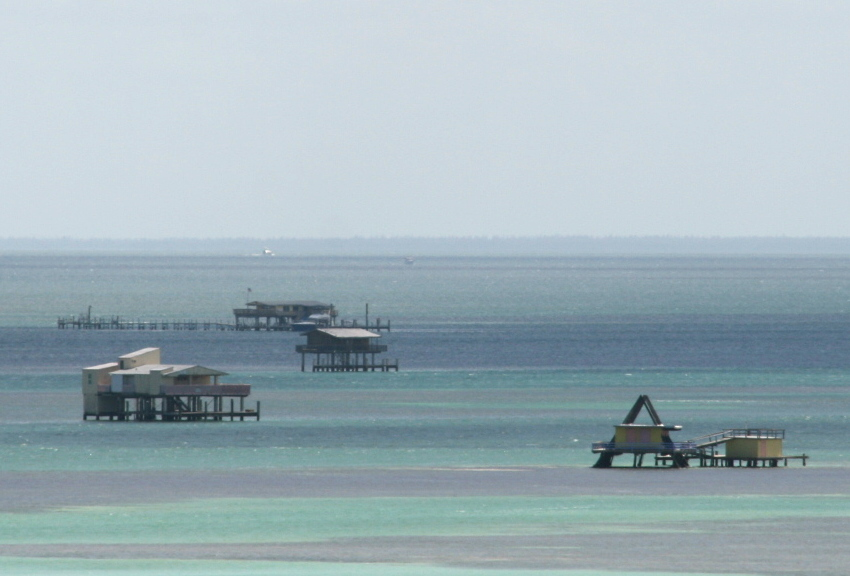
Стілтсвілл, як видно з мису Флорида

Хоча більша частина території національного парку Біскейн займає вода, на островах є низка охоронюваних історичних споруд і районів. Корабельні аварії також охороняються в межах парку, а морські води парку є охоронюваним історичним районом.

### Стілтсвілл

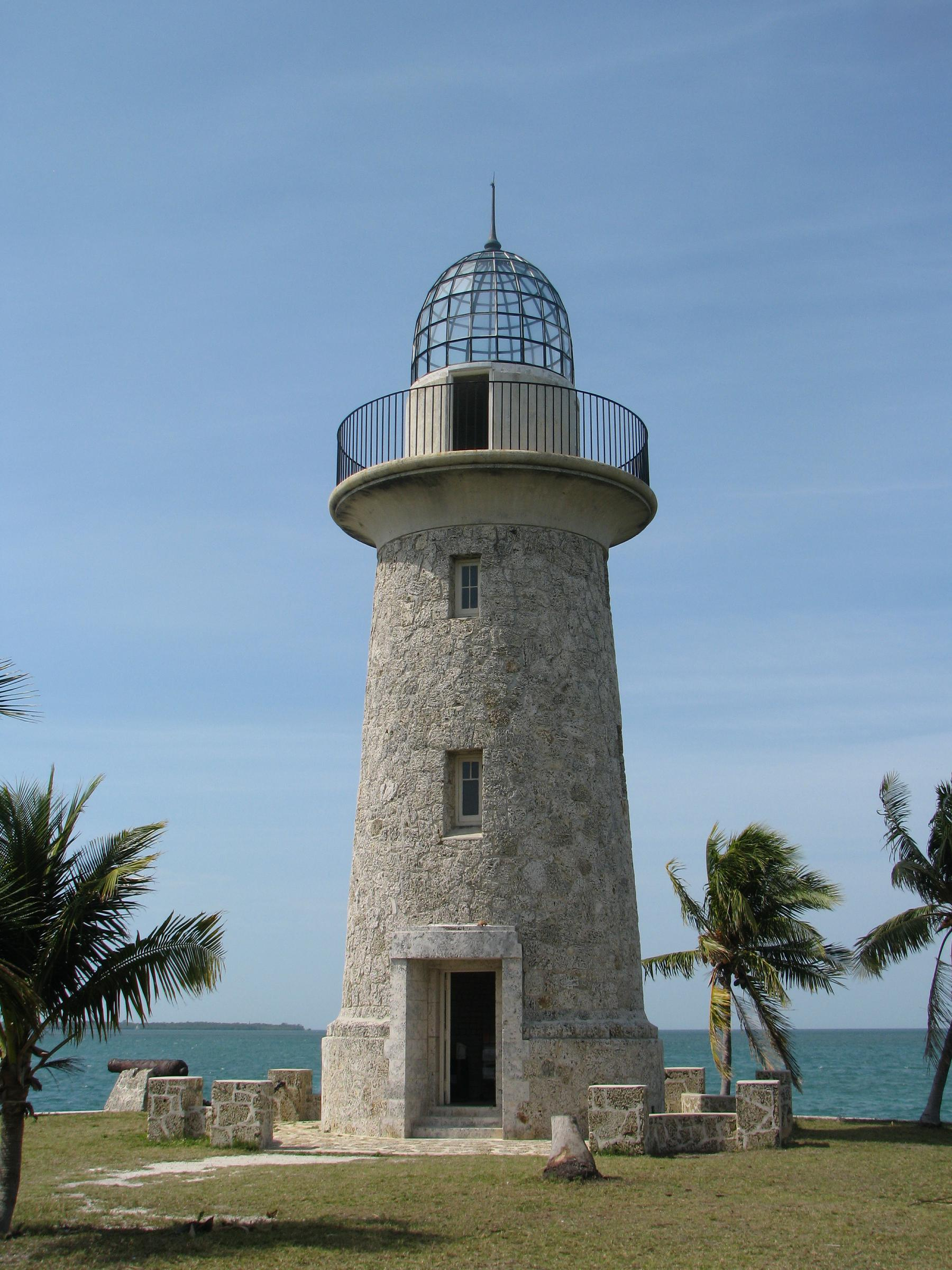
Декоративний маяк у Бока-Чіта-Кі

Стілтсвілл був заснований Едді «Кроуфіш» Вокером у 1930-х роках як невелика громада халуп, побудованих на палях у мілководній частині затоки Біскейн, неподалік від Кі-Біскейна. У 1960-х роках Стілтсвілл налічував 27 будівель, які втратили халупи через пожежі та урагани, лише шість із них уціліли у 2021 році, жодна з яких не датується 1960-ми або раніше. Ділянка була включена до Національного парку Біскейн у 1985 році, коли служба парку погодилася виконувати існуючі договори оренди до 1 липня 1999 року. У 1992 році ураган Ендрю знищив більшу частину Стілтсвілла. Паркова служба взялася за збереження громади, яка зараз незаселена. Спільнота буде управлятися трестом і використовуватися як житло для ночівлі в кемпінгу, навчальні заклади та дослідники.

### Інші структури
Національний парк Біскейн включає ряд навігаційних засобів, а також декоративну споруду, побудовану так, щоб нагадувати маяк. Фоуві Рокс Лайт — це чавунна конструкція зі скелетним каркасом, побудована в 1878 році. Вже включене в межі парку світло було придбано Парковою службою 2 жовтня 2012 року. Безпілотні тихоокеанські рифові вогні становить близько 3 милі (4,8 км) на узбережжі від Елліот-Кі. Оригінальна споруда 1921 року була замінена у 2000 році, а її ліхтар був виставлений у парку в Ісламораді.
Промисловець Марк С. Гонівелл був членом клубу Cocolobo, який купив Бока-Чіта-Кі у 1937 році, розширивши об'єкти, включивши в нього невеликий маяк. Бока-Чіта-Кі було розроблено з кількома спорудами, включаючи імітацію маяка, побудовану з коралового каміння та увінчану дротяною кліткою, що нагадує маяковий ліхтар, і кінець пристані на північній стороні ключа. Ключ належав Гонівеллу до 1945 року. Марк і Олів Гонівелли також побудували на острові каплицю, гостьовий будинок, дамби і господарські будівлі.
Ключові споруди Бока-Чіта керуються як культурний ландшафт, що тлумачить використання території як місце відпочинку для багатих. Скромніші садиби включають нині занедбані плантації, створені Ізраїлем Джонсом та його синами, а також садибу Світінг на Елліот-Кі. Каркасні конструкції, пов'язані з цими плантаціями, а також споруди Cocolobo Cay Club і каркасні будівлі на Бока-Чіта-Кі були знищені вогнем і ураганами.

## Екологія

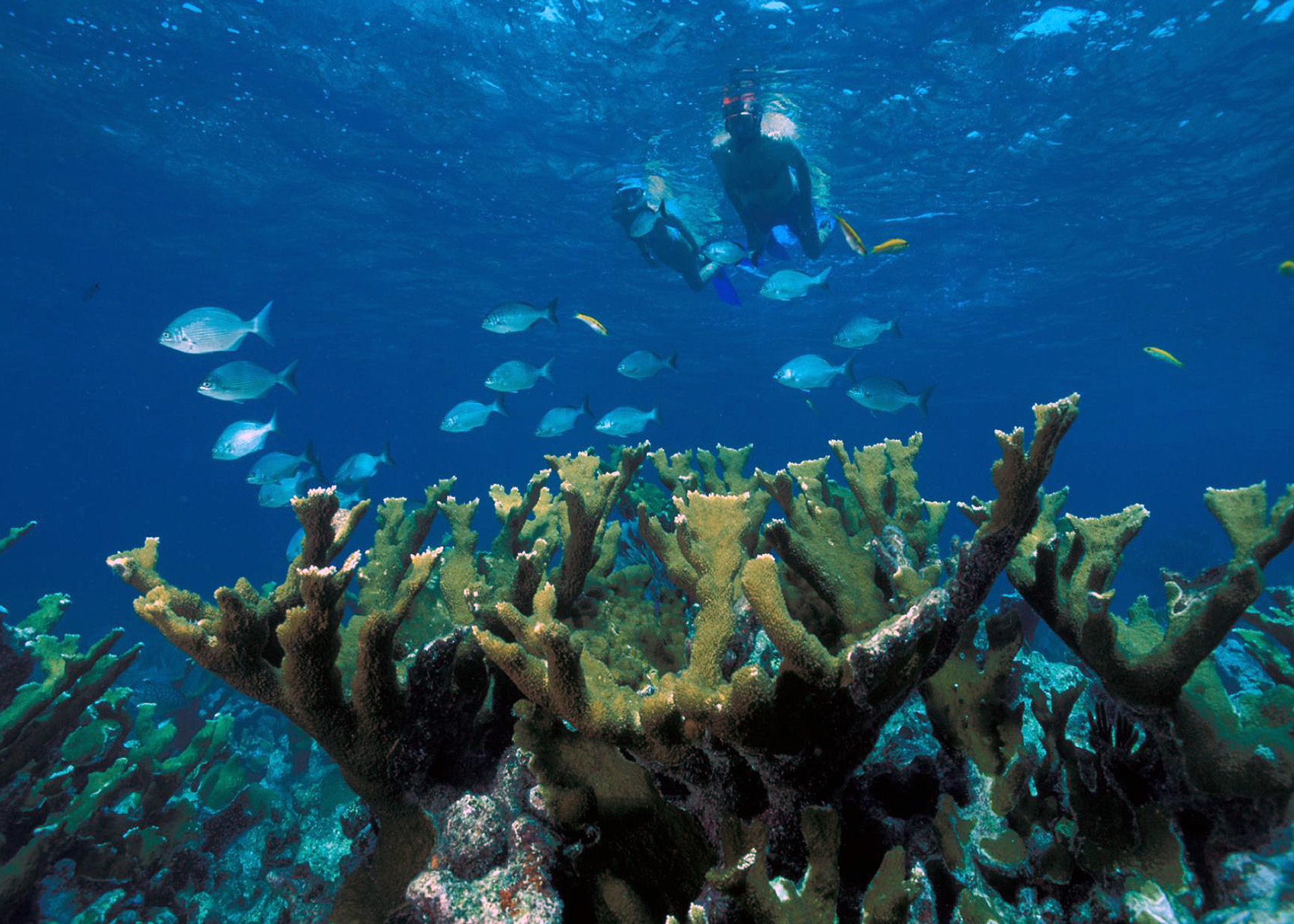
Снорклінги та корали елкхорн

Південна Флорида є перехідною зоною між Неарктичним і Неотропічним царствами, що забезпечує широке розмаїття рослин і тварин. Перехрестя територій дає відвідувачам можливість побачити види, зокрема птахів, яких немає в інших країнах Північної Америки. Парк включає чотири різні екосистеми, кожна з яких підтримує свою флору та фауну. Мангрові болота, лагуни, острівні кі та морські рифові середовища існування забезпечують різноманітність багатьох видів. У цьому напівтропічному середовищі сезони відрізняються в основному кількістю опадів. Від теплого до спекотного та вологого літа іноді трапляються тропічні шторми. Хоча зими лише трохи прохолодніші, вони, як правило, відносно сухіші. Солоність затоки змінюється відповідно, з нижчими рівнями солоності вологим літом, тенденцією до більшої кількості прісної води на західній стороні, де надходить нова прісна вода.
Сотні видів риб наявні у водах парку, у тому числі понад п'ятдесят видів ракоподібних, починаючи від ізоподів і закінчуючи гігантськими синіми крабами, близько двохсот видів птахів і близько 27 видів ссавців, як наземних, так і морських. Молюски включають різноманітні двостулкові молюски, наземних і морських равликів, морських зайців, морських слимаків і двох головоногих молюсків, карибського рифового восьминога та карибського рифового кальмара.
Захищені відкриті води затоки та віддалений ланцюг ключів є місцями відпочинку для мігруючих птахів на шляху між Північною Америкою, Карибськими островами та Південною Америкою. Багато наземних птахів, що прямують на південь, зупиняються восени в Державному парку штату Білл Беггс Кейп Флорида, на північ від парку на Кі-Біскейн, перш ніж вирушити у відкриті води Біскейнської затоки. Весняні мігранти, що прямують на північ, роблять те ж саме на Елліот-Кі. Більшість дрібних горобцеподібних мігрантів — це очеретянки, причому більшість становлять очеретянки-печенички, пальмові очеретянки, американська горихвістка, звичайна жовтогорла, лугова очеретянка, червоїдна очеретянка та чорногорла синя очеретянка. До хижих мігрантів належать яструби з коротким хвостом, яструби з гострими гомілками, мерліни, соколи-сапсани та шуліки, тоді як білоголовий орлан і скопа гніздяться в парку. У парку можна побачити білохвостих і червонохвостих тропічних птахів, а також американських фламінго, причому деякі з останніх, ймовірно, є птахами, які втекли з неволі.

### Берегова лінія та мангрові болота

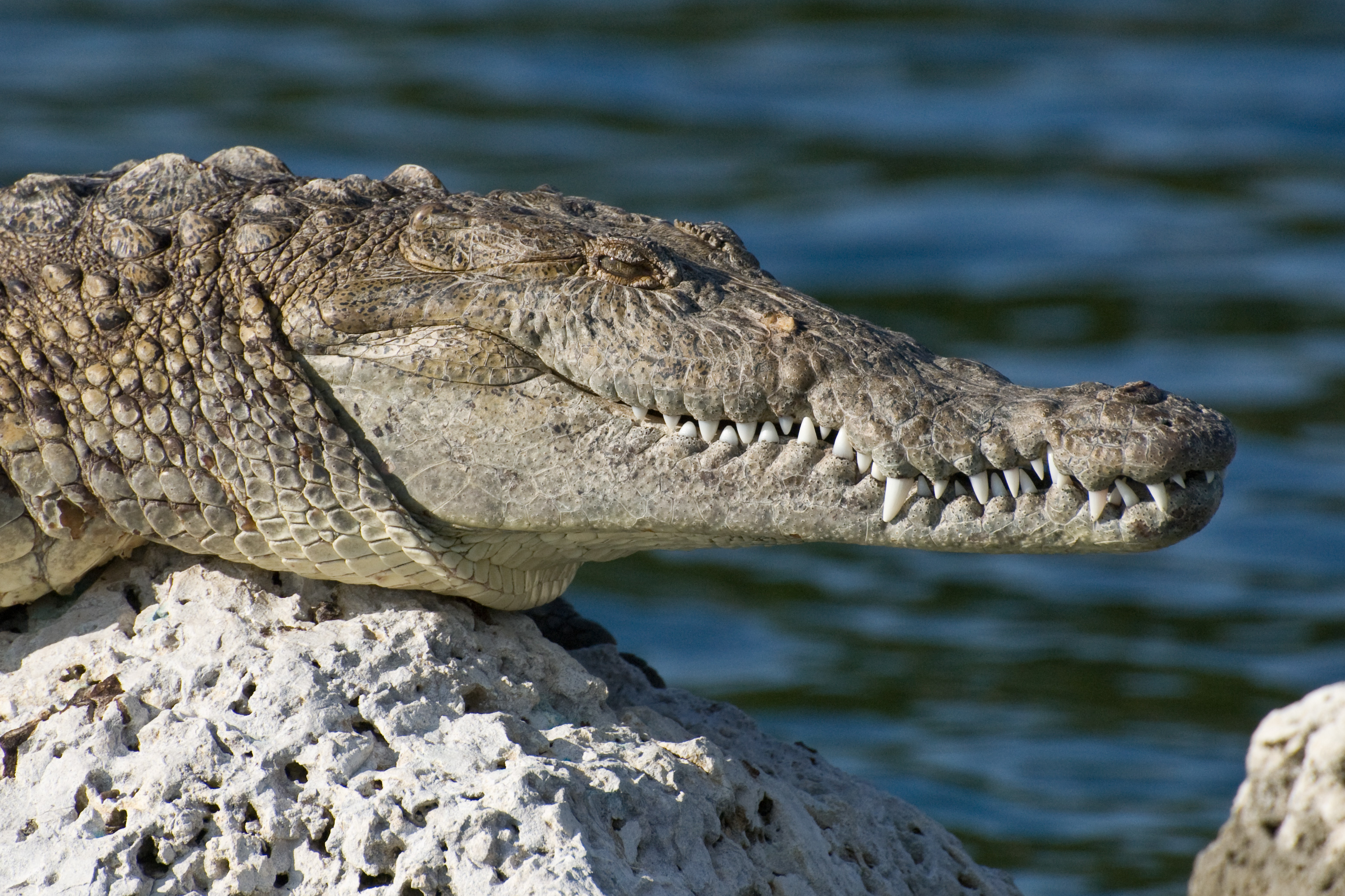
Американський крокодил

На узбережжі материка переважає болотиста перехідна зона, в основному населена червоними мангровими заростями та чорними мангровими заростями, що ростуть з мілководдя, а білі мангрові зарості ростуть далі від урізу води. Повітряна структура коренів дерев забезпечує захищене середовище існування для крабів, риб і болотних птахів. Коричневі води в мангрових заростях є розсадниками риби, молюсків і личинок ракоподібних, яким потрібне тихе захищене середовище, перш ніж незрілі тварини зможуть розійтися у відкритих водах. Мангрові рослини скидають листя приблизно від 2 до 4 американські тонни на акр (4,5 до 9,0 т/га) на рік, забезпечуючи кормом рибу, черв'яків і ракоподібних. Оскільки вуглець у листі поглинається шляхом інкорпорації тваринами, мангрові болота, за оцінками, мають у два-три рази більшу здатність поглинати вуглець, ніж наземні ліси. Мангровий ліс у затоці Біскейн є найдовшим на східному узбережжі Флориди. Берегова лінія та острівні мангрові болота разом із затокою є значним розплідником морського життя південно-східної Флориди.
Стійкі до солі мангрові окраїни розширилися вглиб країни, оскільки прісноводний потік у затоку було каналізовано, замінивши прісноводні болота з меч-трави. Прибережна штормова дамба L-31E всередині західної межі парку відіграла значну роль в ізоляції колишніх прісноводних боліт від їхніх джерел води. Водночас припливна вода не досягає внутрішньої частини берегової окраїни, обмежуючи взаємообмін між солоними та прісноводними екосистемами.
Пташине життя на узбережжі включає жовтоголових нічних чапель, сорокопуд, очеретянок і берегових птахів. Мангрових зозуль, сумнозвісно складний для спостереження вид, можна побачити на Конвой-Пойнт і Блек-Пойнт. Біскейн має одну з найбільших популяцій мангрових зозуль у Флориді.
На окраїнах парку живе американський крокодил, якому загрожує зникнення. Будівництво кілометрів каналів охолоджувальної води в мергельних землях поблизу берега за електростанцією Turkey Point і тепла вода каналів забезпечили майже ідеальне середовище для гніздування крокодилів, зробивши електростанцію розплідником для багатьох з них, що живуть у парку. Хоча як крокодили, так і американські алігатори трапляються в крайній південній частині Флориди, алігатори рідко трапляються в Біскейні, оскільки алігатори в основному мешкають у прісних водах, розташованих далі, в той час як крокодили можуть жити в дещо солоніших водах естуарію Біскейну.

### Води затоки

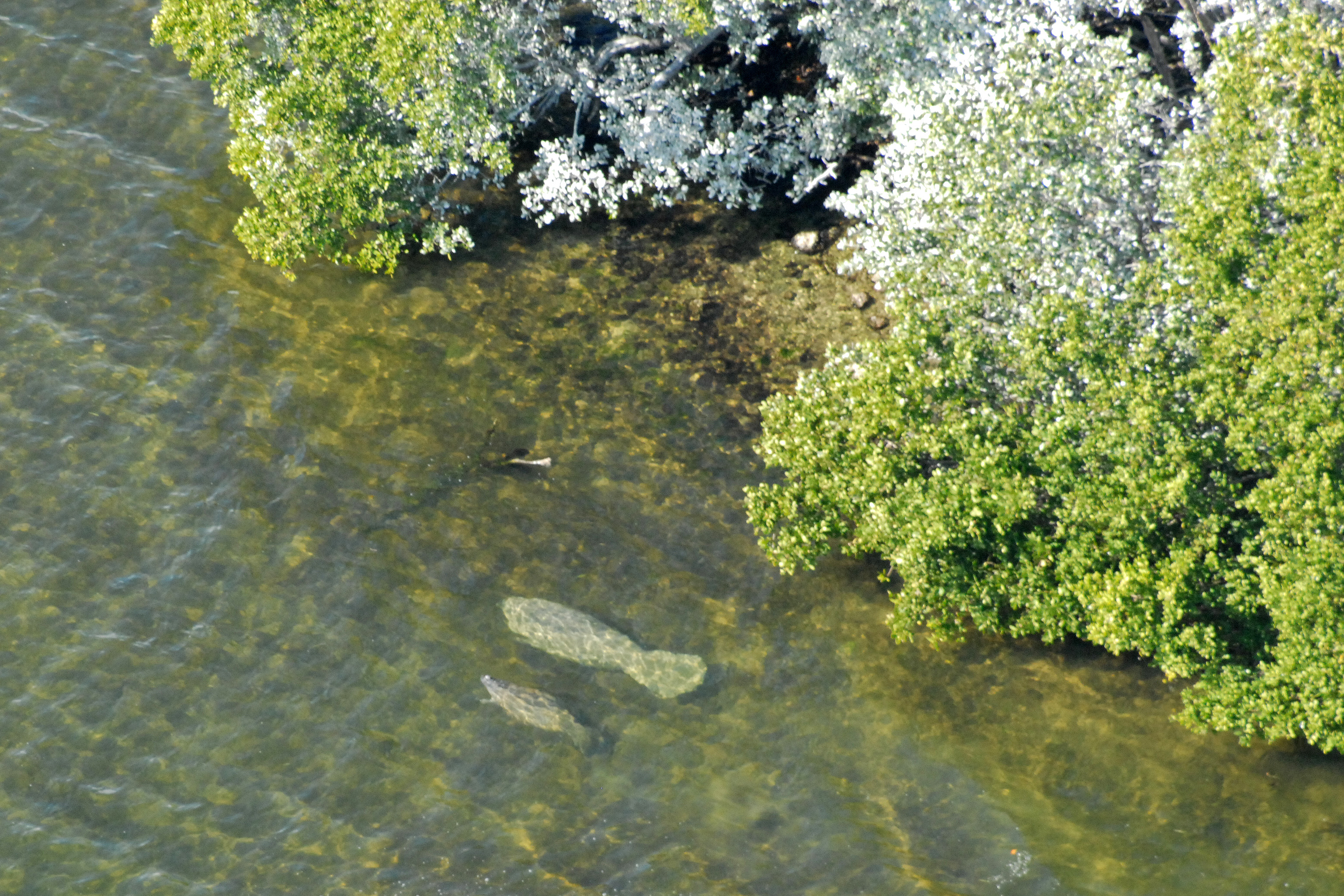
Ламантини в затоці Біскейн

У відкритих водах живуть риби, молюски та ракоподібні, які живуть на морських травах або полюють один на одного. Мілководність лагуни робить її придатним середовищем для пірнаючих птахів, таких як анхінга, баклани та пірнаючі качки. Затока також є місцем існування для молодих морських тварин, які покинули притулок мангрових смуг. Ламантин часто відвідує тихі води затоки. У затоці цілорічна популяція двохохлатого баклана. Зимівниками є олуші північні, американські білі пелікани та гагари звичайні. У затоці також є постійна популяція звичайних афалін.
Затока Біскейн — це мілководна лагуна з невеликою вертикальною щільністю або градієнтом солоності через недостатню глибину. Замість вертикального градієнта затока демонструє горизонтальний градієнт щільності, де прісна вода надходить із дренажних каналів на західній стороні, а морська — через щілини в шпонках і через секцію запобіжного клапана мілин. Солоність затоки досягає піку в червні. Зміни у структурі солоності затоки негативно вплинули на раніше численні види, такі як червоний барабан. Затока Біскейн і затока Флорида є основними розплідниками червоного окуня та сірого луціана. На дні лагуни знаходяться губки і м'які корали в місцях, де не можуть рости трави. У парку трапляються три основні види морської трави: горлиця, мілководна трава та ламантин. Морська трава Джонсона також трапляється в невеликих кількостях у затоці, яка розташована на південному кінці ареалу трави. Приблизно 75 відсотків дна центральної затоки вкрито травою. Серйозною проблемою є пошкодження дна морської трави на берегах суден або гвинтах. Щороку реєструється близько 200 таких інцидентів, для повного відновлення потрібно до 15 років. На затоку також впливає промисловий траловий вилов креветок, який дозволений у водах парку. Проходження ролетних тралів не шкодить травам, але пошкоджує м'які корали та губки.

### Кі

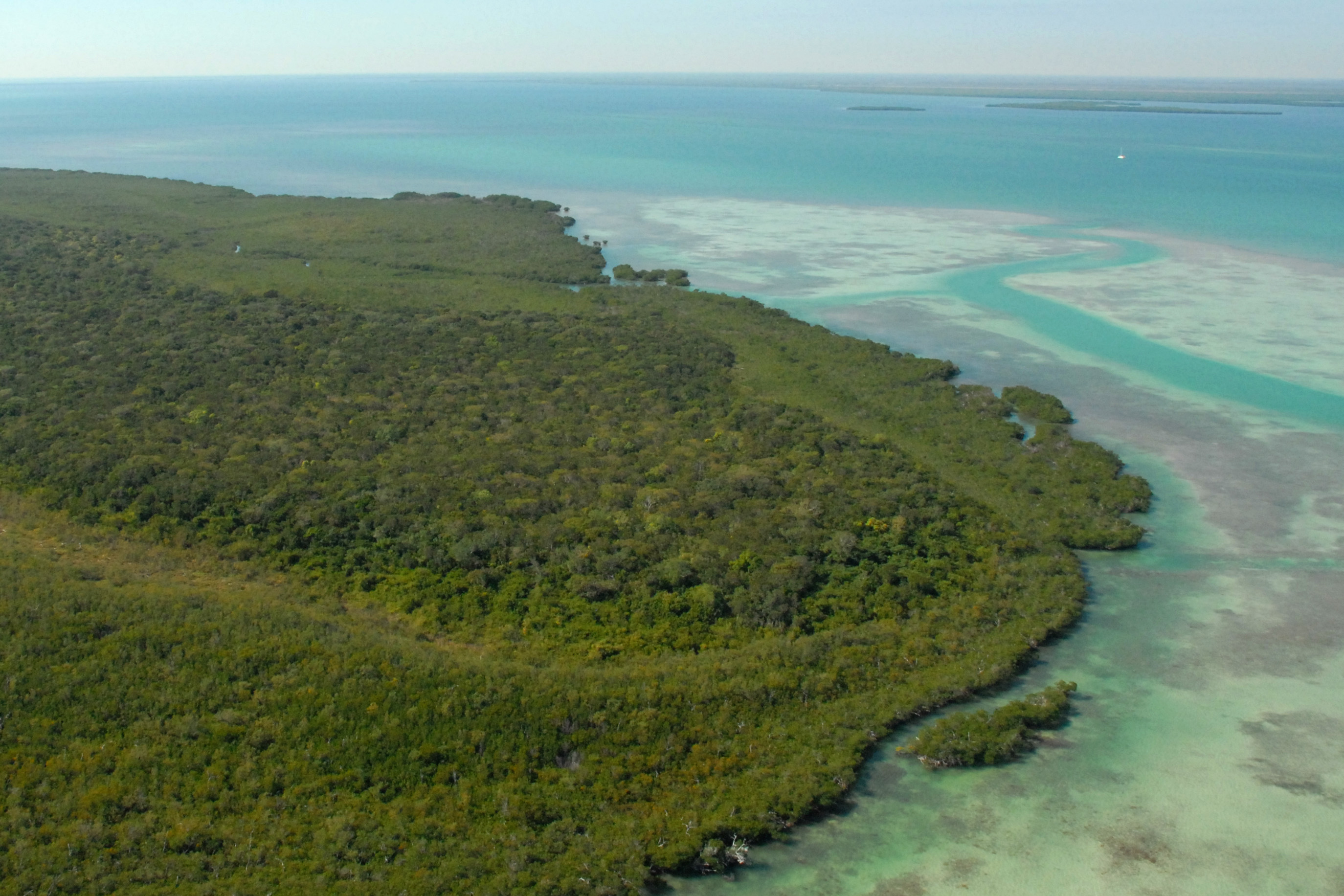
Тоттен-Кі і рифи

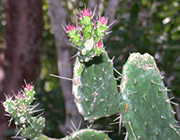
Кактус опунція семафор трапляється лише в національному парку Біскейн і поблизу нього і, можливо, є найрідкіснішою рослиною у США

Елліотт-Кі — найбільший острів у парку, розміром 1 650 акрів (670 га) і близько 8,1 миля (13 км) завдовжки на 0,62 миля (1 км) завширшки. Наступним за величиною є Олд Родос-Кі на 660 акрів (270 га), потім Сендс-Кі 420 акрів (170 га), Тоттен-Кі 380 акрів (150 га) і Літл-Тоттен-Кі на 200 акрів (81 га), з 37 меншими островами, розташованими по лінії північ-південь 5 до 8,7 миля (8 до 14 км) на схід від берегової лінії материка. Кі зміщуються від бар'єрних островів із скелястими ядрами на півночі до коралових скель на півдні. Усі вони оточені мангровими заростями, субтропічною рослинністю та листяними лісами всередині, включаючи гумбо лімбо, червоне дерево, залізне дерево, факел і атласний лист. Комахи становлять махаон Шауза, вид, що перебуває під загрозою зникнення, а також щільні хмари комарів у дощовий сезон, на яких полюють бабки. Болотні кролики та єноти разом з мишами та щурами становлять основний вид ссавців. До рептилій належать гримучі змії та різні ящірки, а також іноді крокодил.
Кі є перехідною територією, здатною прийняти неочікуваних птахів, часто карибських видів, які заблукали поблизу материка. Внутрішню частину кі часто відвідують очеретянки та яструби, які полюють на них. Прибережні зони є місцем проживання рудого вертіка і найменше куликів. До чайок і крячків відносяться королівські крячки, чайки-сміхунки та кільчастодзьобі чайки, а бурі пелікани — просто біля берега. Ровки Вільсона гніздяться на Бока-Чіта-Кі, де зони гніздування закриті під час сезону розмноження.
Морські черепахи гніздяться на острівних пляжах у парку. Співробітники парку активно допомагають черепахам гніздуватися, прибираючи сміття з пляжів, яке може стати перешкодою для дорослих особин і пташенят. Головасті черепахи є найпоширенішим видом морських черепах, на них припадають майже всі гнізда черепах у парку. Місця гнізд визначають щоденними ранковими патрулями на пляжі та захищають сітчастою ширмою від хижаків великої популяції єнотів. Зусилля щодо захисту гнізд зменшили хижацтво зі 100 % порушених гнізд на рік до відсутності порушених гнізд у 2007 році, із більш звичайним середнім показником понад 50 % порушень гнізд протягом більшості років. У 2012 році знайдено та охороняється 1 непорушене гніздо, 5 частково порушених гнізд охороняється, 1 гніздо зруйноване хижаками. Східна індигова змія, яка перебуває під загрозою зникнення, також наявна на острові.
До рідкісних та зникаючих видів рослин на островах належать вишнева пальма Сарджента та опунційний кактус семафор (Consolea corallicola). Кактус, який був описаний як «майже зниклий», був скорочений приблизно до 20 особин. Колоніальна популяція з 570 кактусів була виявлена на одному острові в затоці Біскейн у 2001 році, що робить її найбільшою відомою популяцією семафорового кактуса опунції у світі. Єдина природна популяція пальми Сарджента росте на Елліот-Кі. У 1991 році на кі виросло менше 50. Незважаючи на спроби розмножити рослину, зараз на Елліотт-Кі є 16 пальм Сарджента, а на Лонг-Кі — близько 123.
Два метелики, що перебувають під загрозою зникнення, махаон Шауза (Papilio aristodemus) і метелики Маямі трапляються в парку, переважно на Елліотт-Кі. У 2012 році Служба охорони рибних ресурсів і дикої природи США (USFWS) дозволила програму вилову та розведення в неволі махаона Шауза після того, як інспектори знайшли лише п'ять метеликів у парку, порівняно з 35 у 2011 році, із загальної обстеженої популяції Флориди у 41. Після урагану Ендрю в 1992 році побоювалися, що блакитний Майамі вимер, але в 1999 році його популяцію було виявлено в Баїя Хонда Кі. Розведення в неволі дало 25 000 блюзів Маямі, деякі з яких були випущені на Елліотт-Кі зі змішаними результатами.

### Кораловий риф і морські води

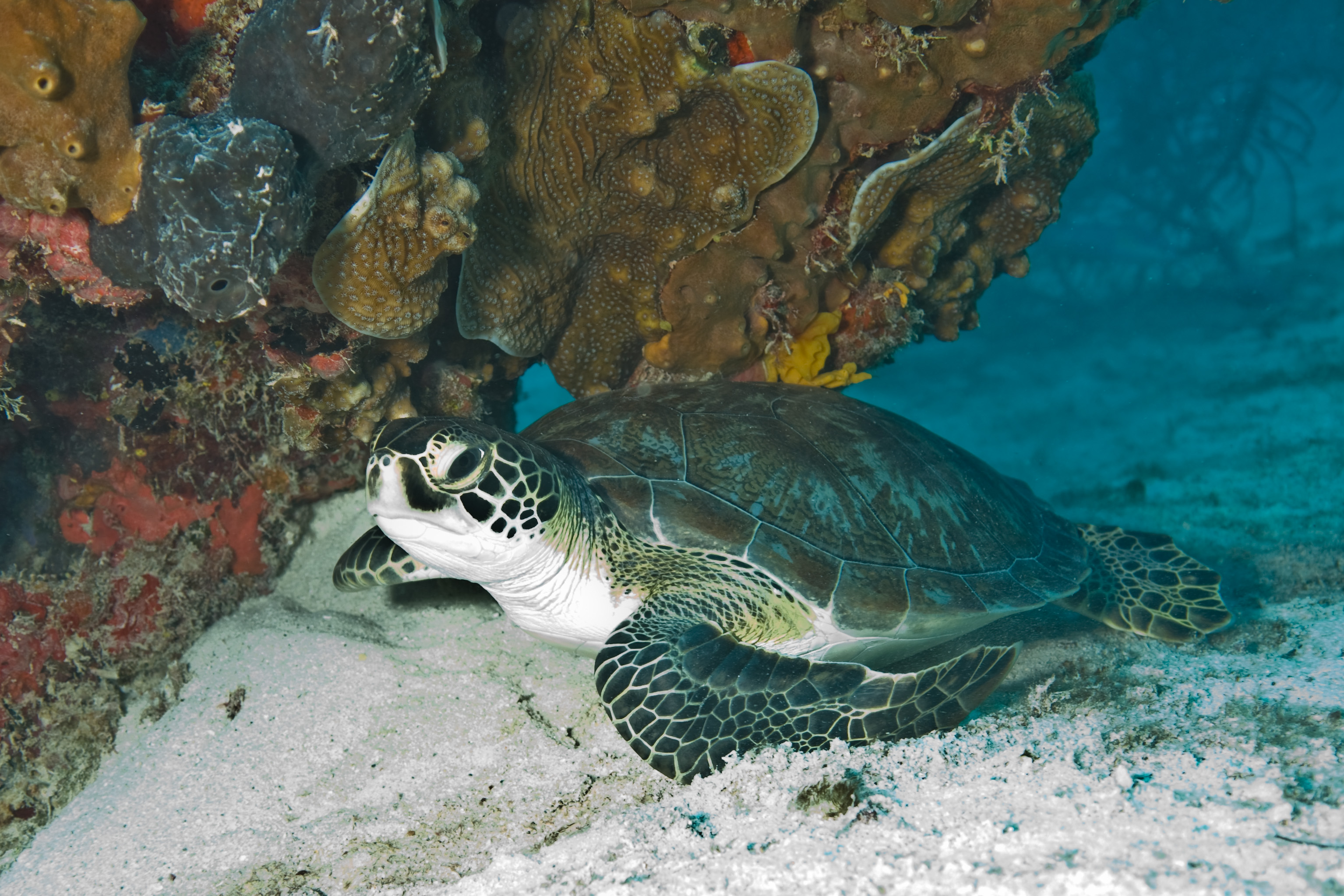
Зелена морська черепаха

За межами кі в Атлантичному океані морське дно поступово спускається вниз, перш ніж піднятися в майже суцільний кораловий риф. На рифі, що складається з живих коралів, мешкають понад 200 видів риб, а також молюски, ракоподібні та черви. Кожен вид коралів у водах парку вважається захищеним федеральними або державними правилами. За оцінками, коралові рифи займають приблизно половину площі парку з приблизно 4000 окремих рифів і ділянок берегового бар'єрного рифу. Сотні видів твердих і м'яких коралів, актиній і губок трапляються в затоках і в морських водах. Самі коралові рифи можна розділити на зовнішній риф на краю Флоридської карбонатної платформи, часткові рифи між зовнішнім рифом і Кісами та рифи на мілинах по обидва боки від кі. Серед офшорних рифів переважають корали Елкхорн до 10-метрів (33 фут) глибина води, а оленовий корал нижче 10 метрів. Рифи, розташовані на суші, в основному складаються з зірчастих коралів-валунів і симетричних мозкових коралів. Мілководні рифи острова в основному складаються з малого зірчастого корала та пальчастих коралів поріт.
З 1977 по 1981 рік по 2006—2007 роки в рифовому середовищі національного парку Біскейн спостерігалося зниження видового багатства та різноманітності всіх видів риб. Програма відбору проб показала зниження на всіх ділянках відбору проб. Була встановлена кореляція між спостережуваним зменшенням покриття коралових рифів у всьому районі Флоридського рифу та зменшенням видів риб. Зменшення популяцій було відмічено як у дичини, так і у видів риб, які не зазнавали тиску рибальства. Водоростевий покрив збільшився, оскільки кількість коралів зменшилася, тому кількість видів, що живуть у коралах, зменшилася, а кількість рослиноїдних риб зросла. Підвищена загальна солоність і зміна градієнтів солоності в затоці Біскейн також можуть зіграти певну роль, тоді як у пробах риби було помічено забруднення поліхлорованим біфенілом і ртуттю.
Східна межа парку пролягає відразу за підвищенням морського рифу на десяти сажнів (60-футів; 18 м) глибина моря. Території, розташовані далі від берега, охороняються Національним морським заповідником Флорида-Кі, який простягається на схід до межі, що відповідає глибині 300 фатомів (1 800 фут; 550 м). У морських водах живуть бурі пелікани, чудові фрегати, бурі олуші, особливо навколо морських вогнів, і пелагічні птахи, такі як буревісники та буревісники. Кити в офшорних водах трапляються зрідка, але можуть включати гладких китів, горбатих китів, кашалотів, фінвалів і сейвалів, усі вони перебувають під загрозою зникнення. Дрібнозуба риба-пила також рідкісна в паркових водах і знаходиться під загрозою зникнення. Види коралів, що перебувають під загрозою, становлять корали Елкхорн і Стагхорн, а також корали, що перебувають під загрозою зникнення у Флориді.

### Екзотичні види

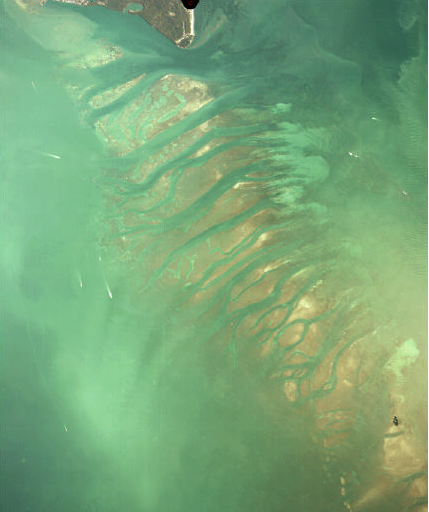
«Запобіжний клапан» затоки Біскейн є природним виходом для штормових хвиль.

У парку задокументовано понад 50 видів екзотичних рослин, майже 20 із яких вважаються видами-шкідниками, які можуть витіснити місцеві рослини та, можливо, змінити екологічний баланс. У парку поширені зелені ігуани, очеретяні жаби, чорні щури, крилатки, вогняні мурахи, оскар і коричневі василіски. Крилатка (Pterois volitans і Pterois miles) — тропічна риба з Індійсько-Тихого океану. Він відомий своїм ненажерливим апетитом і здатністю приживатися в нових водах, швидко витісняючи інші види. Дослідники припускають, що інтродукція цього виду в парку відбулася під час урагану Ендрю в 1992 році. Вважалося, що спостереження в затоці Біскейн у той час були з домашніх акваріумів, зруйнованих під час урагану, хоча дослідник, який першим запропонував цю теорію, згодом відкликав це твердження. Нещодавні спостереження крилаток, ймовірно, належать до більш усталених популяцій у Флорида-Кіс на південь від парку. Бірманські пітони, ймовірно, походять із людського полону, були помічені біля межі парку вздовж материка. Екзотичні види рослин, які становлять найбільший ризик для місцевих рослинних угруповань, включають бразильський перець, торпедову траву, бульбову папороть меча, гуаву та портіадере.

## Клімат

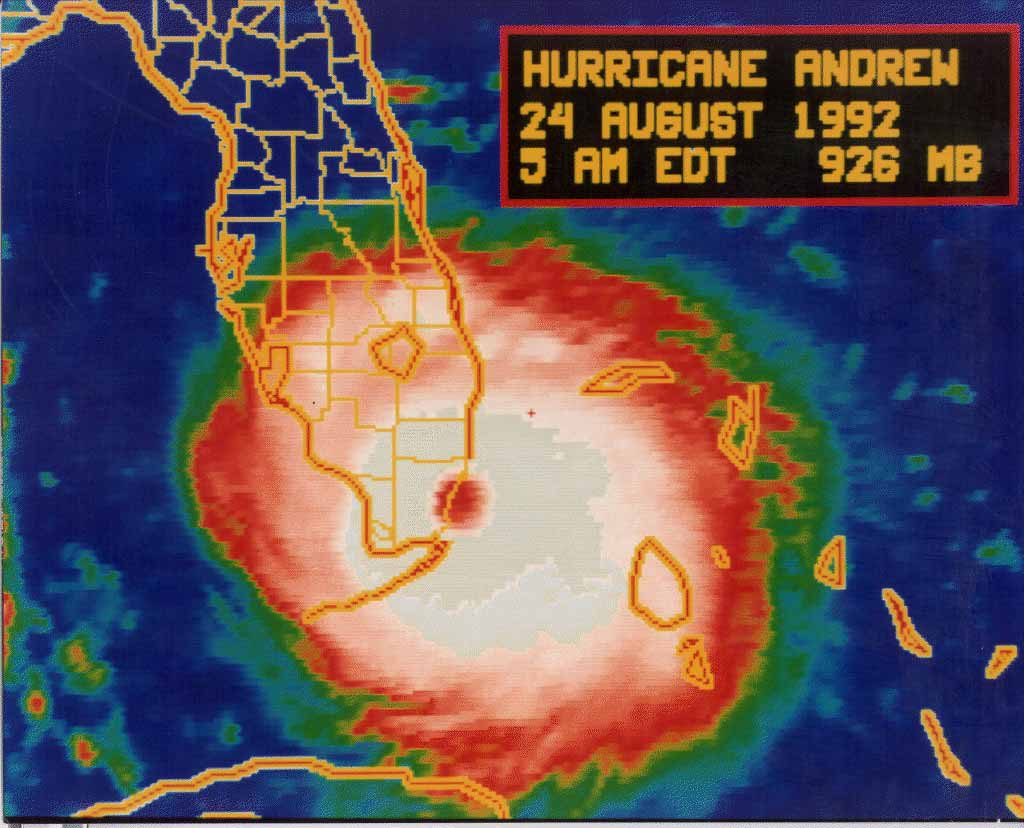
Ураган «Ендрю» приходить до Біскенської затоки

Тропічний клімат Біскейна відображає його розташування на крайньому півдні Флориди. Південний округ Маямі-Дейд класифікується як клімат тропічної савани в системі Кеппена-Гейгера, а парк межує з тропічним мусонним кліматом. Сезони можна розділити на листопад-квітень сухий сезон і травень-жовтень вологий сезон. Середня температура сухого сезону становить від 66 та 76 °F (19 та 24 °C) із середньомісячною кількістю опадів 2,1 дюйма (53 мм). Середня температура вологого сезону становить від 76 та 85 °F (24 та 29 °C) із середньомісячною кількістю опадів 5,39 дюйма (137 мм). Сезон дощів приблизно збігається з сезоном ураганів, з частими грозами.
Як і багато інших місць на півдні Флориди, Національний парк Біскейн кожні кілька років страждає від ураганів. Більшість штормів вимагають тимчасового закриття та час від часу ремонту парків. Прямий удар потужного урагану може призвести до важких наслідків, насамперед через вплив людини на втручання людини в навколишнє середовище, а не на природне середовище парку, яке добре пристосоване до цих подій. Значні урагани, які обрушилися на Біскейн, включають шторми 1835 і 1904 років, ураган Флорида-Кіс 1906 року, ураган Маямі 1926 року, ураган Багамські острови 1929 року, ураган День праці 1935 року, ураган Янкі 1935 року., ураган у Флориді 1941 року, ураган у південно-східній Флориді 1945 року, ураган Маямі 1948 року, ураган «Кінг» у 1950 році, ураган «Донна» у 1960 році. Ураган Клео в 1964 році та ураган Ендрю в 1992 році. Парк може постраждати від хвиль від більш віддалених тропічних штормів, таких як ураган Сенді 2012 року, який пошкодив об'єкти на Елліотт-Кі.

24 серпня 1992 року ураган «Ендрю» вийшов на берег на південь від Маямі, пройшовши прямо через національний парк Біскейн із максимальною швидкістю вітру 141 миля за годину (227 км/год), з поривами до 169 миля/год (272 км/год). Шторм сягав 17 фут (5,2 м) над середнім рівнем моря. Це був компактний ураган 5 категорії за шкалою ураганів Саффіра-Сімпсона. Затока Біскейн постраждала від розмивання дна та помутніння, а також пошкодження околиць мангрового лісу. Витік із пошкоджених човнів і пристаней забруднив затоку паливом, причому викиди тривали протягом майже місяця після проходження урагану. У 2002 році в центрі відвідувачів Dante Fascell було встановлено меморіальну дошку, щоб відзначити людські та екологічні втрати Ендрю, а також відзначити відновлення території після наслідків шторму. Напис частково говорить:
У понеділок, 24 серпня 1992 року, о 4:30 ранку ураган «Ендрю» пройшов через цю точку перед тим, як вдарити по Гомстеду та південній частині округу Маямі-Дейд.
Світлова станція Fowey Rocks передавала дані про погоду з максимальною швидкістю вітру за дві хвилини 127 вузлів (235 км/год) і поривом до 147 вузлів (272 км/год) перш ніж станція припинила передачу, ймовірно, через пошкодження сильнішими поривами. Найсильніша частина стінки ока не досягла Fowey Rocks, коли вона припинила передачу.
Оскільки всі території парку розташовані на висоті не більше кількох футів над рівнем моря, вони вразливі до підвищення рівня моря. Дослідження Паркової служби передбачають, що значна частина території парку буде втрачена в найближчі двісті років. Очікується, що рівень моря в затоці Біскейн підніметься на 3 та 7 дюймів (8 та 18 см) до 2030 року та 9 до 24 дюйми (23 до 61 см) до 2060 р. Підвищення рівня моря на 3 до 6 дюймів (8 до 15 см) за прогнозами, збільшить проникнення солоної води у водоносний горизонт Біскейн. Високі підйоми зроблять південний Еверглейдс солоним болотом, що змінить екологію регіону.
| Клімат {{{location}}} | Клімат {{{location}}} | Клімат {{{location}}} | Клімат {{{location}}} | Клімат {{{location}}} | Клімат {{{location}}} | Клімат {{{location}}} | Клімат {{{location}}} | Клімат {{{location}}} | Клімат {{{location}}} | Клімат {{{location}}} | Клімат {{{location}}} | Клімат {{{location}}} | Клімат {{{location}}} |
| Показник              | Січ.                  | Лют.                  | Бер.                  | Квіт.                 | Трав.                 | Черв.                 | Лип.                  | Серп.                 | Вер.                  | Жовт.                 | Лист.                 | Груд.                 |                       |
| --------------------- | --------------------- | --------------------- | --------------------- | --------------------- | --------------------- | --------------------- | --------------------- | --------------------- | --------------------- | --------------------- | --------------------- | --------------------- | --------------------- |